# Extinderea Uniunii Europene
Extinderea Uniunii Europene se referă la aderarea pe parcursul timpului a noi state la Uniunea Europeană. Extinderea este un proces sui generis în comparație cu celelalte provocări ale UE. Ca politică, extinderea este mai mult decât o preocupare a organelor comunitare. Procesul de extinderea depinde de pregătirea internă a țărilor candidate, pregătirea internă a Uniunii Europene și negocierile de aderare propriu-zise.

## Premisele extinderii UE
Procesul de extindere al UE a pornit din dorința clară de a crea premisele necesare unei uniuni cât mai strânse a popoarelor europene. Condițiile de bază pentru extinderea Uniunii Europene au fost stipulate prin Tratatul privind Uniunea Europeană care prevede că: "orice stat european poate cere să devină membru al Uniunii". În acest sens, statul interesat își adresează cererea de aderare Consiliului UE, care se pronunță în unanimitate, după consultarea Comisiei Europene și obținerea avizului conform din partea Parlamentului European. Decizia Legislativului european se adoptă în condițiile întrunirii majorității absolute a membrilor săi. Uniunea Europeană de astăzi, are 27 de state membre și o populație de aproximativ 447 de milioane de locuitori, este mai sigură, mai prosperă, mai puternică și exercită o mai mare influență decât Comunitatea Economică Europeană (CEE) de acum 50 de ani, cu 6 state membre și o populație de mai puțin de 200 de milioane de locuitori. Uniunea Europeană este deschisă oricărui stat european care îndeplinește criteriile democratice, politice și economice pentru dobândirea calității de membru. De asemenea, înaintea fiecărei extinderi, Uniunea Europeană elaboreaza capacitatea de absorbție a noilor membri, precum și abilitatea propriilor instituții de a funcționa corespunzător în continuare. Extinderile succesive au întărit democrația, au conferit securitate Europei și au sporit potențialul său comercial și de creștere economică.

## Motivele extinderii UE
Extinderea Uniunii Europene este rezultatul hotărârii de a împărți cu alte state beneficiile obținute de Europa Occidentală prin crearea unei zone stabile, unde războiul a devenit imposibil. Uniunea Europeană are responsabilitatea de a ajuta țările vecine să se dezvolte din punct de vedere economic și democratic, în paralel cu promovarea stabilității și securității. Acest ideal își are rădăcinile în experiența acumulată datorită tulburărilor manifestate pe continentul european în anii interbelici, a distrugerilor cauzate de Al Doilea Război Mondial și a optimismului care a început să se manifeste în perioada de după război. Pacea și stabilitatea constituie premisele unei economii prospere, reciproca fiind în egală măsură valabilă. Raționamentul țărilor fondatoare ale Uniunii Europene s-a bazat pe logica faptului că integrarea economiilor din Europa Occidentală ar preveni războiul și ar crea pace, stabilitate și prosperitate pentru toți cetățenii, pretutindeni în Europa. Această viziune este în continuare importantă, după cum a demonstrat-o și dezintegrarea violentă a Iugoslaviei.

## Istoricul procesului de extindere
În prezent, Uniunea are 27 de membri, dintre care sase membri fondatori din 1951:
- Franța,
- Germania,
- Italia,
- Țările de Jos,
- Belgia
- Luxemburg.

Alte trei state au aderat succesiv:
- 1973: 
  -  Irlanda,
  -  Regatul Unit,
  -  Danemarca

Prima extindere a CE (1973)
La o prima privire asupra tratatelor fondatoare ale Consiliului Europei se poate constata ca Marea Britanie este cea mai notabila absenta in randul membrilor CEE. Marea Britanie se percepea pe sine ca o putere mondiala în perioada postbelică, îi continuarea unei epoci trecute în care fusese un mare imperiu. Aceasta situație se schimbă însă, iar episodul crizei de Suez din 1956 a jucat un rol important. Criza Suezului a fost declanșată de naționalizarea canalului de către Egipt sub conducerea președintelui Nasser. Franța și Marea Britanie au vrut să-l răstoarne de la putere pe Nasser. Israelul a sprijinit efortul lor, invadând Peninsula Sinai. Franța și Marea Britanie au oferit sprijin militar și ocupă Canalul Suez. Opinia publică internațională își manifestă oprobriul, sub influenta dată de Statele Unite ale Americii. Înfruntarea de putere la scară internațională a aratat Marii Britanii că pierduse din putere și că va trebui să își reconsidere strategia.
Marea Britanie nu s-a alăturat celor 6 state europene în 1957 și pentru că doreau să fie independente și sub nicio forma sub dominația franceză care se prefigura pe continentul european. Marea Britanie nu era împotriva cooperării, ci era precaută la o apropiere prea mare ca aceea declarată de Monnet și mai ales nu voia o cooperare condusă de francezi.
Pierderea puterii sale coloniale, temerea că va ramane izolată și nu va fi parte a jocului de putere european au determinat Marea Britanie să fie foarte decisă în anii '60 să devină membră în Consiliul Europei. Tările mai mici din Consiliu ar fi dorit intrarea Marii Britanii pentru că ar fi contrabalansat puterea celor mari, în principal a Frantei și a Germaniei.
Marea Britanie era interesată să îi fie protejate interesele și legaturile cu Commonwealth-ul.
Marea Britanie era membra fondatoare a AELS (EFTA) alături de Austria, Danemarca, Elveția, Norvegia, Portugalia, Suedia. Dar AELS  nu avea o structură instituțională asemanatoare cu Consiliul Europei. Deși au fost operate tăieri de tarife interne AELS, organizația părea ca fiind ineficientă: membri AELS făceau mai mult comerț cu țări CE decât între ele.
În 1963, s-a încheiat o întelegere franco-germană. Charles de Gaulle și Adenauer semnează un tratat de prietenie franco-german. În acest context Franța se opune aderării Marii Britanii la Uniunea Europeană. Sunt respinse la pachet și aplicațile venite din Danemarca și Irlanda. Marea Britanie a reaplicat în 1967. Din nou se izbește de veto-ul francez. Este vorba despre teama francezilor de faptul că Marea Britanie ar fi reprezentat un concurent la poziția dominantă a Frantei. Franța nu dorea întărirea rolului Statelor Unite ale Americii în Europa, prin Marea Britanie.
În 1969, Charles de Gaulle nu mai este preșidentle Franței. Marea Britanie aplică din nou. Irlanda, Danemarca, Norvegia își reînnoiesc candidaturile pentru calitatea de membru al CE. Intrarea Marii Britanii în Consiliul Europei a fost favorizată de venirea la președinția Franței a lui Georges Pompidou, dar și de faptul că Franța începea să aibă temeri că puterea Germaniei a crescut atât de mult încât are nevoie să contrabalanseze această putere împreuna cu Marea Britanie. Exista și temerea că venirea la putere a social-democraților în Germania și a lui Willy Brandt va însemna apropierea lui de Est și va destabiliza Consiliul Europei.
Pe acest fond, Marea Britanie, Irlanda și Danemarca devin membri ai CE în ianuarie 1973. Norvegia, în ciuda dorinței liderilor politici, a renunțat la candidatură în urma unui referendum organizat în septembrie 1972, când cetățenii norvegieni au respins-o. În urma acestei prime extinderi, Comunitățile Europene sunt alcătuite din 9 membri. Ca performanță economică, cele trei noi membre, au scăazut media CE de până atunci. Este vorba în primul rând de Irlanda, care era o țară relativ săracă și Marea Britanie, care era pe o pantă descendentă, economic vorbind, în perioada postbelică.
- 1981:
  -  Grecia

A doua extindere (1981)
Este un val mic de extindere, cu o singură țară, Grecia. Ea ceruse asocierea la Consiliul Europei încă din 1959. Inițial, a fost respinsă datorită faptului că economia sa era subdezvoltată în comparație cu cei șase. Grecia devine membră asociată din 1961. Foarte probabil ca ar fi devenit mai repede membră dacă nu ar fi intervenit lovitura de stat militară din 1967 și care a menținut Grecia într-un regim autoritar–militar până în 1974. Este vorba despre „regimul coloneilor” și care pretindea că protejează Grecia de comunism. Pe perioada acestui regim s-au înregistrat violări flagrante ale drepturilor omului dar și o administrație ineficientă.
Înlăturarea regimului autoritar nu a fost lipsită de turbulențe, antrenând revolte chiar în interiorul militarilor. Până în 1973, Grecia a fost condus de Georgios Papadopoulos, dar care a fost înlăturat de brigadierul Dimitros Ioannides. Acesta încearcă și înlăturarea arhiepiscopului Macarios III, care conducea Ciprul. În contextul acestei crize, dar și a gravelor încălcări a drepturilor omului în Cipru în timpul coloniilor, Turcia invadează Ciprul în 1974. Grecia iese din criză prin întoarcerea la putere a lui Constantin Karamanlis, care a avut rolul istoric de a superviza reîntoarcerea la democrație.
Negocierile dintre Consiliul Europei și Grecia au fost începute în 1976. Grecia nu era o țară bogată, dimpotrivă. Turismul   nu reprezenta nici pe departe ceea ce reprezinta azi ca și contribuție la venitul național. Grecia devine membră a CE în 1981. 
- 1986: 
  -  Spania,
  -  Portugalia

A treia extindere (1986)
Este vorba despre valul alcătuit din cele doua țări iberice: Spania și Portugalia. Ambele ceruseră asociere încă din 1962. Abia din 1970, respectiv 1973, cele doua țări obțin statutul de comerț preferențial cu Consiliul Europei, constând în scutirea de taxe și tarife la exportul din aceste țări către țările comunitare.
Dupa înlaturarea regimurilor dictatoriale a fost luata în considerare aplicația celor doua state iberice. Ambele erau relativ sărace, deși în trecutul lor fuseseră puteri coloniale. În Portugalia, unul din motivele pentru care s-a prăbușit regimul Salazar a fost incapacitatea guvernamentala și militară de a face față problemelor puse de coloniile Mozambic și Angola si de lupta lor pentru independență (obtinuță în 1975). Spania, sub conducerea Generalului Francisco Franco și a ideilor sale, a trecut printr-o perioadă dificilă economic în a doua jumătate a anilor '50 și '60, datorită orientarii politicii economice spre autarhie. Regimul Franco s-a încheiat, la moartea generalului în 1975 și a beneficiat de o tranziție pașnică spre democrație, la care au colaborat diferitele elite spaniole – militare, religioase, politice, inclusiv casa regală.
Consiliul Europei a încurajat procesele de democratizare în ambele tari. Negocierile de aderare a Spaniei și Portugaliei au fost demarate în anii 1978-1979. Ele devin membre ale CE in 1986. Prin aceasta s-a ajuns la dublarea membrilor CE și aceasta a avut drept consecințe: creșterea influenței CE în lume (devenise cel mai mare bloc comercial din lume); complicarea procedurilor decizionale în organismele politice; reducerea influenței Frantei și Germaniei; schimbarea echilibrului economic în interior – prin intrarea unor tari mai putin dezvoltate – Grecia (1981), Spania, Portugalia (1986). În opinia multor europeni, era timpul pentru suspendarea extinderii și pentru adâncirea integrării.
În același deceniu al valurilor doi și trei ale extinderii, au mai depus aplicații de membru: Turcia în 1987, Austria în 1989, Cipru și Malta în 1990.
- 1995: 
  -  Finlanda,
  -  Suedia,
  -  Austria.

A patra extindere (1995)
A patra extindere a Uniunii Europene are un caracter aparte față de celelalte trei care au precedat-o: este vorba despre extinderea CEE cu 3 țări bogate, al caror Produs Intern Brut depășea semnificativ media PIB-ului țărilor UE la acel moment.
De asemenea, mai este distinct acest val și prin faptul că este primul val post-1989, când Zidul Berlinului a reunit estul și vestul Europei. Toate cele trei țări care au intrat in UE în 1995 – Austria, Finlanda, Suedia – erau țări neutre, care în sfârșit au putut să iși manifeste liber opțiunea pentru intrarea în Comunitîțile Europene. Intrarea lor a avut consecințe în ce privește interesul dat de Consiliul Europei pentru estul Europei și o strângere a relațiilor economice dintre CE și aceste țări. Prima extindere a Uniunii Europene în est a fost plănuită pentru 1 mai 2004.
 Negocierile de aderare au fost închise definitiv pentru toate statele. Au aderat:
- Polonia,
- Slovenia ,
- Ungaria,
- Malta ,
- Cipru,
- Letonia,
- Estonia,
- Lituania,
- Cehia,
- Slovacia.

La 1 ianuarie 2007, au aderat alte două state la Uniunea Europeană:
- România,
- Bulgaria.

Bulgaria și România au încheiat negocierile de aderare la UE și au aderat împreună la Uniunea Europeană în ianuarie 2007. Într-o ceremonie desfășurată la 25 aprilie în Luxemburg, România și Bulgaria, împreună cu țările membre ale UE, au semnat Tratatul de aderare la Uniunea Europeană, care a intrat în vigoare la 1 ianuarie 2007. Acesta prevăzuse însă clauze de salvgardare ce ar fi putut întârzia aderarea cu un an. Cele mai problematice capitole au fost Justiția și Afacerile Interne și Politica în Domeniul Concurenței.
La 1 iulie 2013, a aderat încă un stat la Uniunea Europeană:
- Croația.

## Extinderi viitoare
Membri curenți
     Țări candidate
     Potențiali candidați

Membri curenți
Țări candidate
Potențiali candidați

Turcia este un candidat oficial la aderarea la Uniunea Europeană. Ambițiile europene ale Turciei datează de la Acordurile de la Ankara din 1963. Turcia a început negocieri preliminare pe 3 octombrie 2005. Totuși, analiștii consideră ca această țară nu va adera mai devreme de 2015, datorită numărului mare de reforme economice și sociale care trebuie întreprinse. De la acordarea statutului de țară candidată, Turcia a implementat reforme permanente în privința drepturilor omului, a abolit pedeapsa cu moartea, a oferit drepturi culturale minorității kurde, și a avansat în rezolvarea diferendului cipriot. Totuși, datorită diferențelor religioase și culturale în relație cu Europa, Turcia se lovește de o opoziție puternică din partea guvernelor conservatoare și religioase ale statelor membre, în special Franța, Germania, Austria, Grecia, Cipru și Slovenia.
Macedonia de Nord: Pe 9 noiembrie 2005, Comisia Europeană a recomandat acordarea statutului de candidat, fosta Republică iugoslavă a Macedoniei devenind astfel cea de a treia republică ex-iugoslavă care câștigă acest statut.
Republica Moldova este candidat oficial la aderarea în Uniunea Europeană, în care aceste două structuri vecine au stabilit un acord de cooperare, menit să îmbunătățească relațiile dintre cele 2 entități.
Aceasta este totodată un membru al Acordului Central European, al Comerțului Liber și al Parteneriatului pentru pace (program lansat de NATO).
Serbia este un candidat oficial la aderarea în Uniunea Europeană. Serbia a inceput negocieri preliminare pe 21 ianuarie 2012.
Albania a fost un potențial candidat la aderarea în Uniunea Europeană începând cu ianuarie 2003, și este un aplicant oficial pentru aderarea la UE de la data de 28 aprilie 2014.
Ucraina este candidat oficial la aderarea în Uniunea Europeană.
Muntenegru este candidat oficial la aderarea în Uniunea Europeană. În 2010 în urma unui referendum, 76,2% din populație a decis că drumul țării este integrarea europeană. Muntenegru a inceput negocieri preliminare pe 29 iunie 2012.
Bosnia și Herțegovina este un potențial candidat la aderare în Uniunea Europeană. În prezent, Bosnia-Herțegovina a angajat un proces de negocieri cu UE vizând, pe termen lung integrarea sa în cadrul Uniunii.
Georgia este un aspirant și eligibil candidat la aderare în Uniunea Europeană, dar o piedică sunt cele două republici separatiste, Abhazia și Osetia de Sud. Totuși, în noiembrie 2010 a semnat acordul de asociere cu UE.